# Burg Freudenberg (Bad Ragaz)
Die Ruine Freudenberg ist eine der grössten Burganlagen im Sarganserland. Die Höhenburg liegt auf einem felsigen Hügel etwa einen Kilometer nordwestlich von Bad Ragaz im Schweizer Kanton St. Gallen.

## Anlage

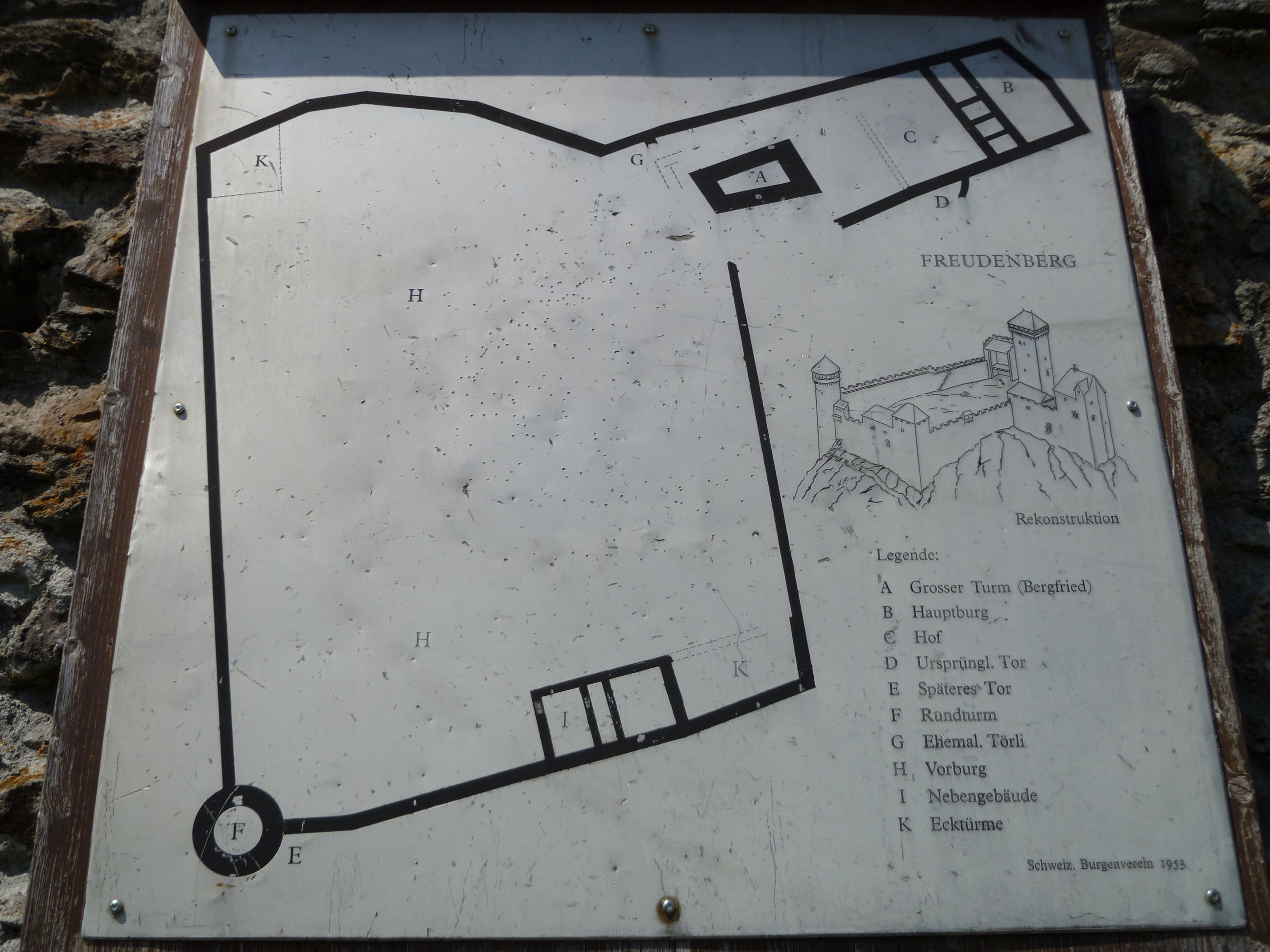
Plan der Burg an der Wand des Eckturms

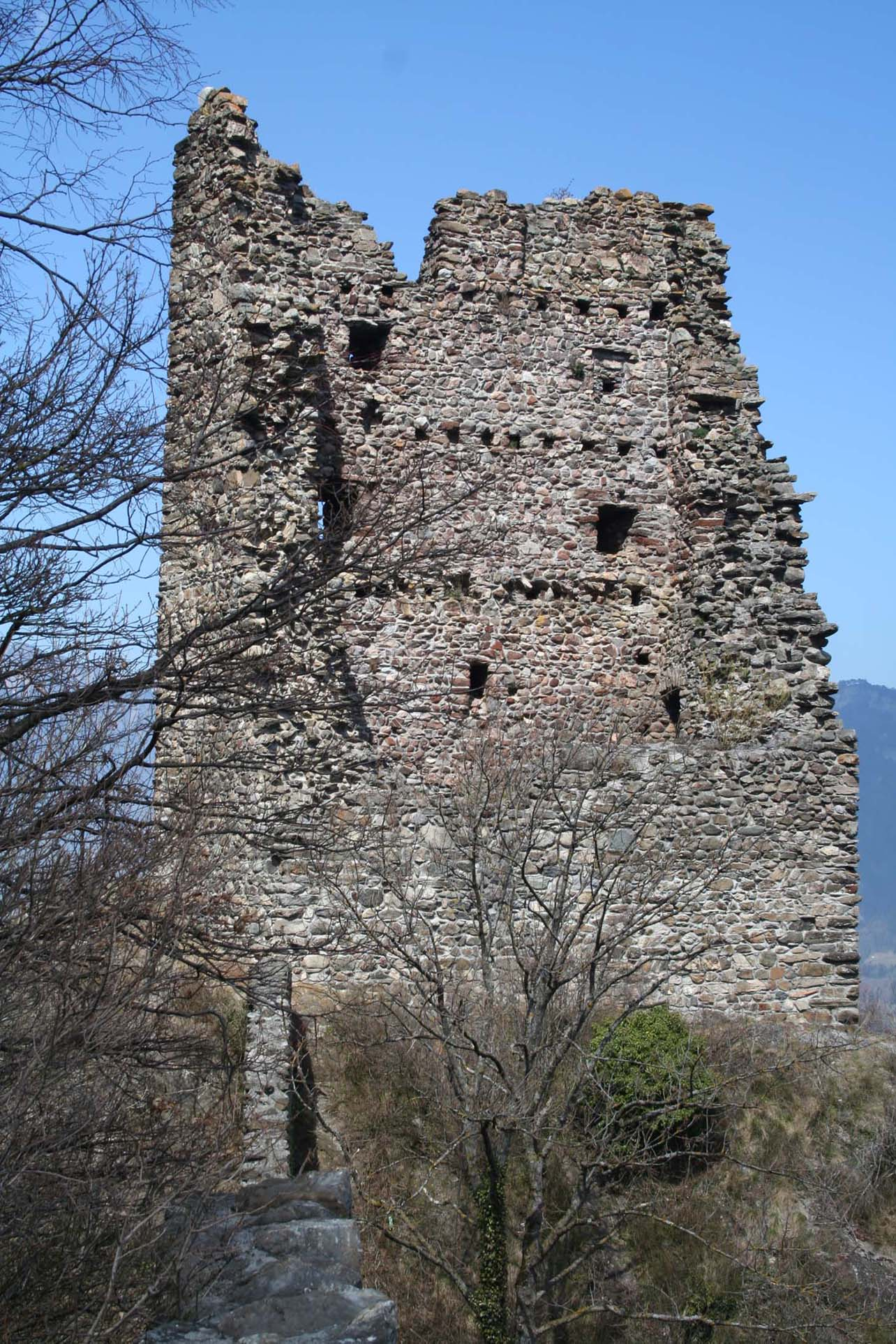
Reste der Hauptburg mit Balkenlöchern

Die Hauptburg stammt aus der ersten Hälfte des 13. Jahrhunderts und besteht aus einem Bergfried mit trapezförmigem Grundriss. Der Hocheingang mit einem Rundbogenabschluss aus rotem Ackerstein liegt auf einer Höhe von sieben Metern. Östlich des Bergfrieds sind Grundmauern eines mehrteiligen Wohntraktes erkennbar.
Die durch einen Abschnittsgraben abgetrennte und durch eine Ringmauer geschützte Vorburg ist 80 m lang und 60 m breit. Sie wurde in der Südwestecke durch einen Rundturm geschützt. An der südlichen Ringmauer stand ein Wirtschaftsgebäude; einige Sockelsteine und Mauerspuren sind noch zu erkennen. Die Ausmasse der Vorburg lassen vermuten, dass hier ein kleines Burgstädtchen geplant war, das aber nie gebaut wurde.

## Geschichte
Bauherren waren die Freiherren von Wildenberg, die im Raum Flims/Ilanz sowie im Engadin grosse Besitztümer hatten, auf dem Martinsberg im Rheintal schon die Burg Wartau errichtet hatten und danach trachteten, ihr Gebiet über Ragaz und Trübbach rheinabwärts nach Norden auszuweiten. 1253 wird Heinrich von Wildenberg erstmals als Herr von Freudenberg erwähnt. 1261 übernahm die Familie die Schirmvogtei über das Kloster Pfäfers mit Burg Wartenstein.
Durch Heinrich von Wildenbergs Tochter Anna (erwähnt 1320; † 1334) gelangte sie 1320 an deren Gemahl Graf Hugo III. von Werdenberg-Heiligenberg. 1402 wurde sie zusammen mit der Burg Wartau an die Herzöge von Österreich verpfändet, die sie 1406 als Pfand an Graf Friedrich VII. von Toggenburg weitergaben. Nach dessen Tod im Jahr 1436 fiel Freudenberg an Österreich zurück.
Wegen eines Streits um das Erbe des letzten Toggenburger Grafen wurde Freudenberg am 26. Mai 1437 von Truppen aus Zürich, Chur und dem Grauen Bund belagert und mit Schleudermaschinen und Pulverbüchsen beschossen. Der österreichische Vogt Ulrich Spiess leistete solange Widerstand, bis seine Mannschaft meuterte. Die Burg wurde daraufhin von den Belagerern eingenommen, geplündert und angezündet. 1446 jedoch wurde Michel von Freiberg als österreichischer Vogt über die Herrschaften Freudenberg, Nidberg und Walenstadt erwähnt; die Österreicher scheinen ihre Rechte also vorübergehend noch einmal durchgesetzt zu haben. 1460 kam die Ruine an die Eidgenossen, welche im Alten Zürichkrieg weite Gebiete des Sarganserlandes erobert hatten. Nach 1483 gehörte die Anlage Freudenberg zur gemeinen Herrschaft Sargans. Da sie keinen militärischen Nutzen mehr erfüllte, wurde sie verlassen und zerfiel zusehends zur Ruine.
1803 gelangte Freudenberg in den Besitz des Kantons St. Gallen, 1825 in den Besitz des Klosters Pfäfers und nach dessen Aufhebung 1838 wieder an den Staat. 1868 kam die Burg in Privatbesitz und wurde zuletzt Eigentum des Schweizerischen Burgenvereins. Unter der Leitung des ersten Präsidenten Eugen Probst wurde 1929 die Anlage vom Schutt der Jahrhunderte befreit und der Bergfried restauriert.
Später wurden unter der Leitung von Hans Erb, des nachmaligen Leiters des Rhätischen Museums archäologische Untersuchungen in der Vorburg durchgeführt; die Ergebnisse sind jedoch nie veröffentlicht worden. 1977 und 1984/85 wurde die gesamte Anlage restauriert. Seit 1985 ist die Anlage Eigentum der Gemeinde Bad Ragaz und kann frei besichtigt werden.

Galerie
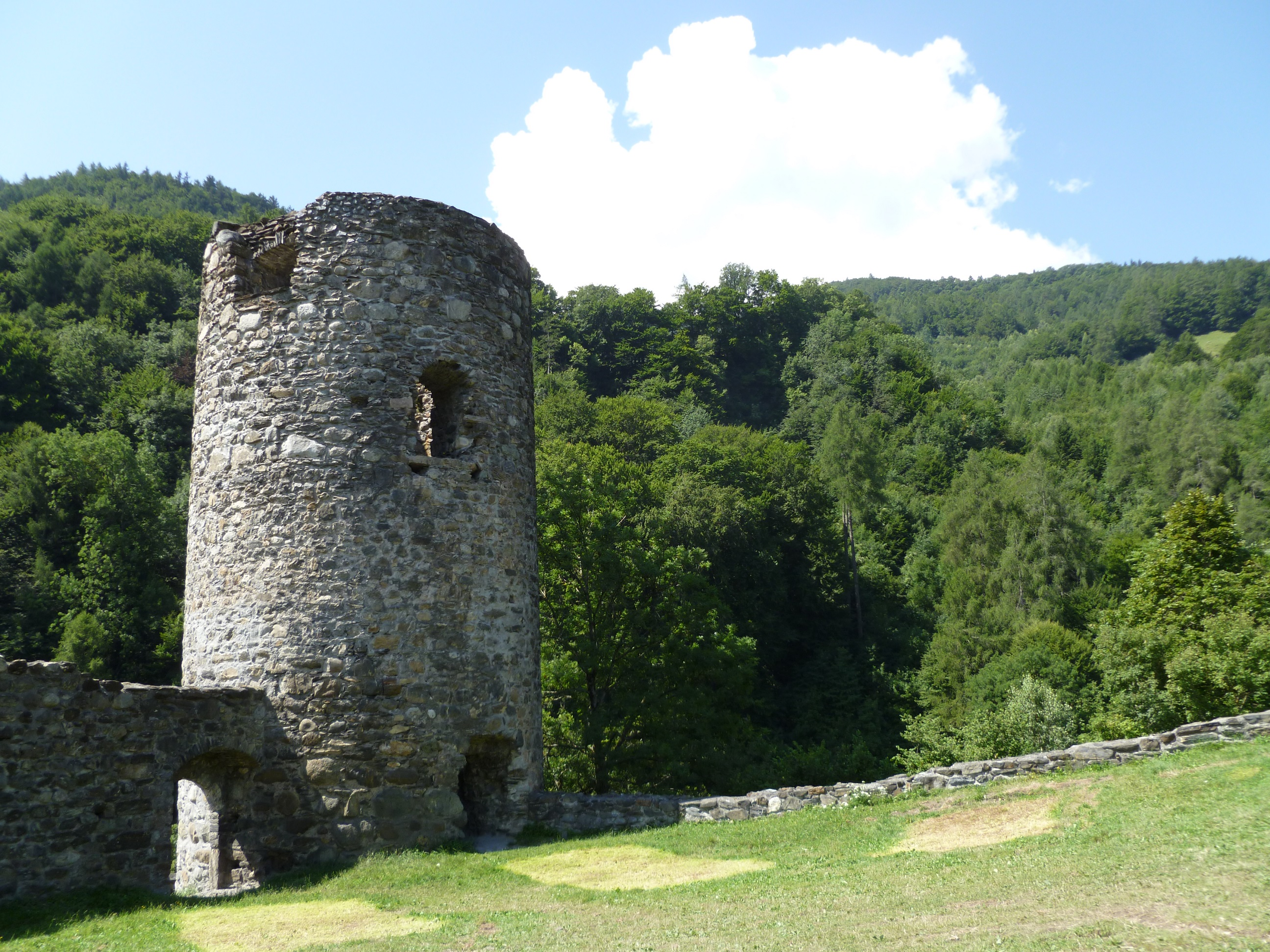
Rundturm mit späterem Tor
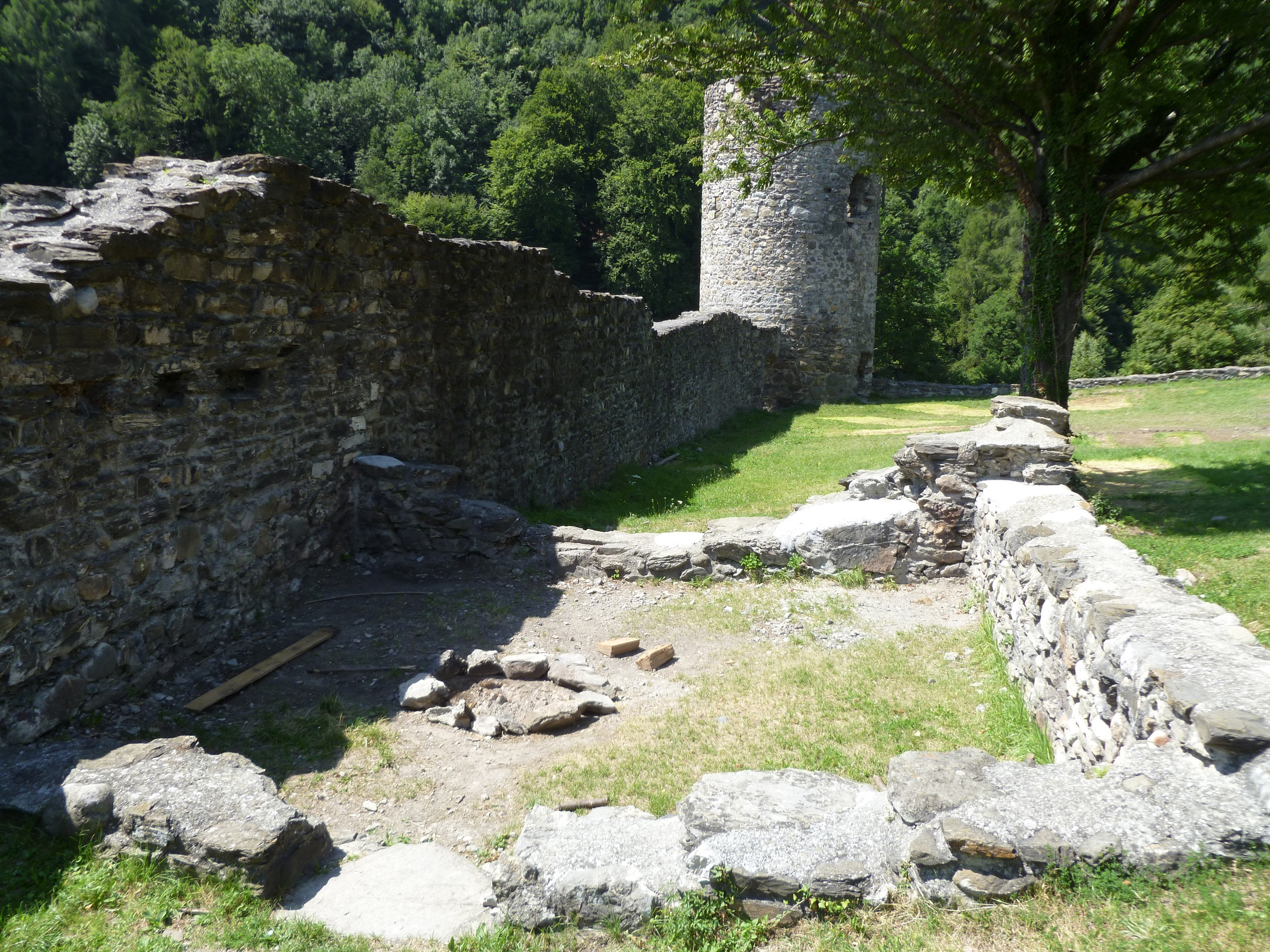
Reste der Wirtschaftsgebäude
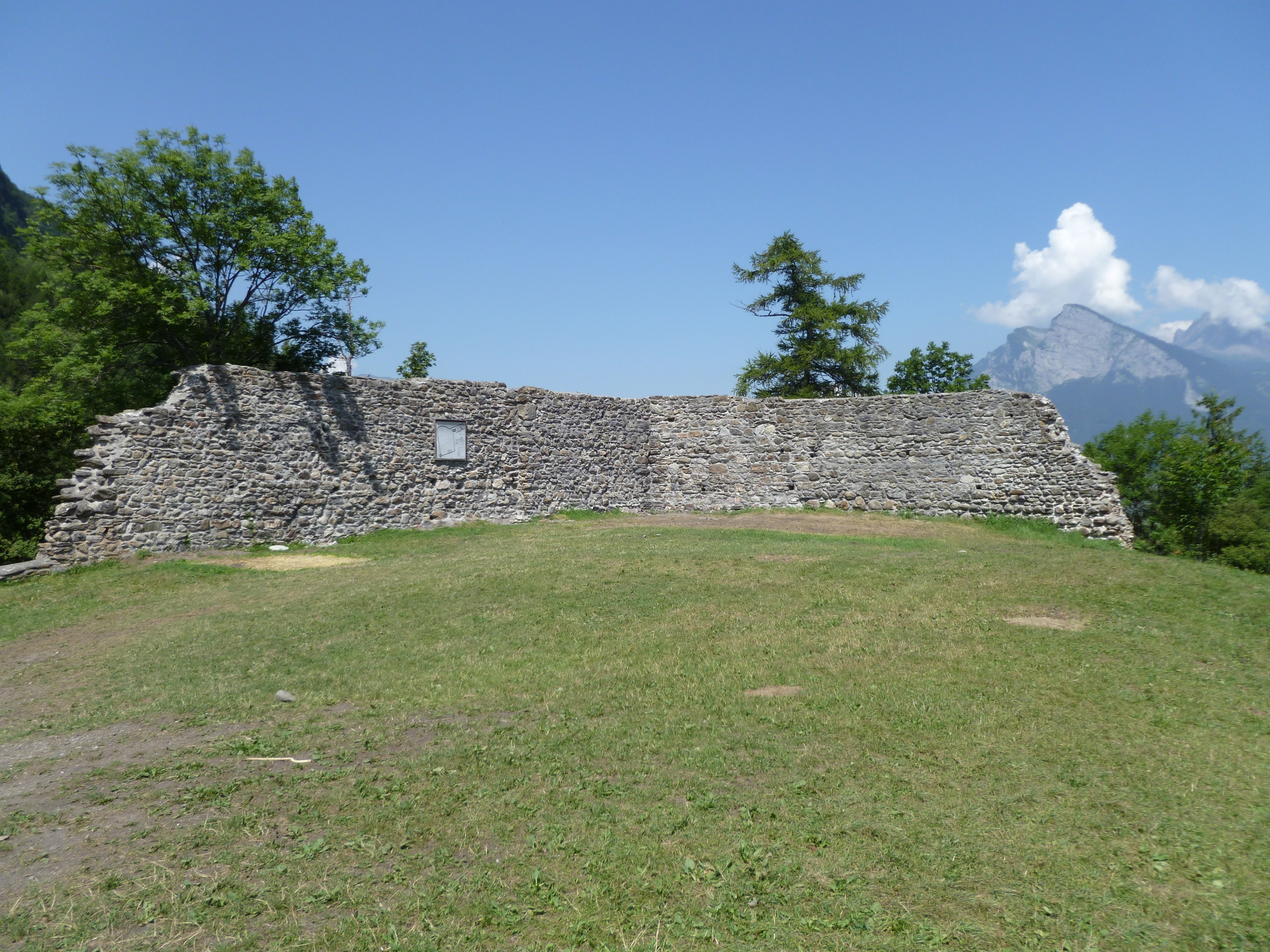
Eckturm

## Sage
Gemäss einer Sage, die sich die Einheimischen erzählen, soll in die Ruine Freudenberg eine wunderschöne Jungfrau verbannt worden sein. Die Jungfrau wartet sehnlichst darauf, dass sie von einem jungen Mann erlöst werde. Derjenige, der sie erlöst, bekommt die Jungfrau und dazu einen sagenhaften Schatz, der verborgen liegt.

## Open Air
Auf dem Ruinengelände findet alljährlich im Juni das Quellrock Open Air statt. Mit über 40 Jahren zählt es zu einem der ältesten und traditionellsten Musikfestivals der Schweiz.